# Тарн
Тарн (фр. Tarn) — департамент на півдні Франції, один з департаментів регіону Окситанія.
Порядковий номер 81. Адміністративний центр — Альбі. Населення 542,4 тис. чоловік (43-е місце серед департаментів, дані 1999 р.).

## Географія
Площа території 5 758 км². Через департамент протікає річка Тарн.
Департамент включає 2 округи, 46 кантонів і 324 комуни.

## Історія
Тарн — один з перших 83 департаментів, утворених під час Великої французької революції в березні 1790 р. Виник на території колишньої провінції Лангедок. Назва походить від річки Тарн.